# Fritz Brunner (Schriftsteller)
Fritz Brunner (* 12. Februar 1899 in Wald; † 3. Januar 1991 in Zürich) war ein Schweizer Schriftsteller.

## Leben
Fritz Brunner, dessen Vater früh starb, absolvierte zunächst die Lehrerausbildung am Seminar Küsnacht. In der Folge schrieb er sich einige Semester in Zürich, Grenoble und Florenz ein. Ab 1921 war Brunner als Sekundarlehrer in Uster angestellt. 1926 wechselte er nach Zürich-Unterstrass, wo er bis 1964 unterrichtete.
Fritz Brunner war 1931 Mitbegründer und Ausschussmitglied des Schweizerischen Jugendschriftenwerks (SJW) und wurde schriftstellerisch selbst aktiv, vor allem als Jugendliterat. Ebenso war er von 1926 bis 1954 Leiter der pädagogischen Ausstellungen des Pestalozzianums in Zürich. Ferner fungierte er zwischen 1946 und 1968 als Präsident
der Kantonalen Kommission für Jugend- und Volksbibliotheken und zeichnete zusätzlich mitverantwortlich für etwa 120 Neugründungen. Im Jahre 1952 war er Mitbegründer und Vorstandsmitglied des Internationalen Kuratoriums für das Jugendbuch. Brunner, der bis ins hohe Alter Bücher für die jugendliche und erwachsene Leserschaft schrieb, starb 1991 91-jährig in Zürich.
Brunners Gesamtwerk umfasst zahlreiche Jugendbücher, Mundarterzählungen sowie Fest- und Hörspiele.

## Ehrungen
- (1951 / 1960) Ehrengabe der Stadt Zürich
- 1959 Schweizer Jugendbuchpreis
- 1974 Ehrengabe des Kantons Zürich

## Werke (Auswahl)
- Für die Jugend: Kaspar als Diener. Theaterstück. Zürich: SJW, 1931
- Zwischen Seeräuberturm und Rettungsbake (Ferienlager von Stadtzürcher Schülern auf der Hallig Süderoog). Aarau: Sauerländer, 1932
- Vigi der Verstossene. Geschichte eines tapferen Bubenlebens aus unserer Zeit. Aarau: Sauerländer, 1937
- Wo der Adler kreist. Erlebnisse eines deutschen Jungen in den Schweizer Alpen. Braunschweig: Westermann, 1950
- Spielzeug aus eigener Hand. Verlag des Pestallozianums Zürich, 1947
- Erika und der Vagabund. Solothurn: Schweizer Jugend, 1958
- Miguel und Miga. Eine Erzählung von Teneriffa. Aarau: Sauerländer, 1963
- Wer öppis wooget – günnt. Eernscht und häiter Gschichte us em Züri Oberland. Wetzikon: Buchverlag der Druckerei Wetzikon, 1986